# Josefina Pérez Mateos
Josefina Pérez Mateos (Ciudad Rodrigo, 15 de diciembre de 1904-Madrid, 14 de abril de 1994) fue una farmacéutica y geóloga española. En 1974, recibió la Gran Cruz de la Orden Civil de Alfonso X el Sabio.

## Trayectoria
Nacida en el seno de una familia militar, en 1907 se trasladó junto con su familia a Madrid debido a los cambios de destino de su padre. En esta ciudad cursó el Bachillerato en el Instituto Cardenal Cisneros, donde obtuvo su titulación en 1922. Posteriormente, completó estudios universitarios en Ciencias y Farmacia en la Universidad Complutense de Madrid (UCM), conocida en ese momento como Universidad de Madrid y donde se licenció en 1928.
Inicialmente, centró su carrera en la Farmacia y solicitó su ingreso en el Colegio de Farmacéuticos de Madrid en 1929, logrando a los 25 años abrir su propia farmacia. Sin embargo, retomó sus estudios en Ciencias en 1931, licenciándose en 1934 con un expediente académico destacado. Su interés por la Geología, conocida como "la ciencia que lee las rocas", marcó su desarrollo profesional. En 1939 comenzó su labor docente en el Instituto Lope de Vega de Madrid.
En 1945 presentó su tesis doctoral sobre el color del mineral turmalina, trabajo que fue reconocido con el premio extraordinario. Al año siguiente, en 1946 y tras superar una oposición, ingresó en el Consejo Superior de Investigaciones Científicas (CSIC) y fue nombrada conservadora de la Sección de Mineralogía del Museo Nacional de Ciencias Naturales. Posteriormente, en 1948, asumió el cargo de directora técnica de un laboratorio farmacéutico en Madrid.
En 1958, fue adscrita al Instituto de Edafología del CSIC y su investigación se centró en el estudio de los minerales y su aplicación en diferentes sectores productivos, contribuyendo al desarrollo de esta área científica en España. Después de su jubilación, continuó colaborando durante varios años en investigaciones relacionadas con la mineralogía de la arena, completando un estudio exhaustivo sobre los arenales costeros de la zona meridional de la península ibérica.

## Reconocimientos
En 1974, pocos meses después de su jubilación, fue distinguida con la Gran Cruz de la Orden Civil de Alfonso X el Sabio en reconocimiento a su contribución a la investigación científica.